# Shocker
Shocker er en fiktiv person, der optræder i tegneserier, udgivet af Marvel Comics. Figuren optrådte første gang i The Amazing Spider-Man #46 (Marts, 1967) og blev skabt af forfatteren Stan Lee og tegneren John Romita, Sr.

## Fiktiv karakter biografi
Herman Schultz blev født i New York City. Han droppede ud af high school, der havde strålende talenter som både opfinder og ingeniør. I stedet for at bruge disse evner til at få lovligt arbejde, blev han en vellykket indbrudstyv og (ifølge ham i senere historier) verdens bedste pengeskabs-bryder. Efter endelig at blive fanget og fængslet for hans forbrydelser, udviklede han et par gauntlets designet til at skyde luft-bølger, vibrerende ved høj frekvens.
Schultz bruger hans gauntlets til at flygte fra fængslet og bliver til superskurken kendt som "Shocker". Han besejrer Spider-Man i deres første konfrontation (Spider-Man havde en ulempe på grund af at have en brækket arm fra sin tidligere kamp med Firbenet), men blev senere slået og sendt tilbage til fængslet af Spider-Man (der hængte Schultz's tommelfingrene væk fra gauntlets-udløseren med hans spindkraft).
Shocker vil senere hen bevise at være en konstant tilstedeværelse blandt Spider-Man's galleri af fjender, ofte som enten en tyv eller underordnet i forhold til de mere prominente af Spider-Man's fjender (bl.a. Wilson Fisk og Uglen). Han arbejder regelmæssigt enten som medlem af et hold (herunder Den Gule Djævels Sinister Seven, Norman Osborns Sinister Twelwe, Doctor Octopus nyeste Sinister Six og Masters of Evil) eller i partnerskab med mindst én anden skurk (tidligere alliancer omfatter Boomerang, Billen, Næsehornet, Leila Davis, Trapster, Hydro-Man og Speed Demon, som alle indgår i Sinister Syndicate). Han har også et samarbejde med en stor gruppe af skurke i Acts of Vengeance, da han hjalp dem at angribe Fantastic Four uden held.
Under et af hans samarbejde med Doctor Octopus, deltog han i en razzia på Avengers Mansion i håb om at hjælpe med at erobre det, da heltene var distraheret af de begivenheder, der fandt sted i Infinity Krigen. Shocker blev tvunget til at kæmpe side om side med heltene kaldet Guardians of the Galaxy, da alienefterligningner fra begge sider angreb. Efter efterligningerne stoppede med at komme, forsøgte Octopus at bede Shocker og de andre med at fortsætte med at bekæmpe heltene, men de angreb ham i stedet. De ønskede ikke at skade de mennesker, der havde hjulpet med at redde deres liv, så Shocker hjalp med at jage Octopus ud af bygningen.

## Andre medier

### Fjernsyn

#### Spider-Man and His Amazing Friends
- Shocker optrådte i Spider-Man and His Amazing Friends-afsnittet "Along Came a Spidey" hvor han blev stemmelagt af John Stephenson.

#### Spider-Man: The Animated Series
I Spider-Man: The Animated Series, er Shocker (stemmelagt af Jim Cummings på engelsk og Peter Røschke på dansk) en superskurk, der normalt er blevet hyret af Keglekongen. I hans første optræden, The Alien Costume sagaen, er Keglekongen bekymret for at Eddie Brock skal afsløre hans sande identitet som en stor kriminel bagmand, og hyrer Shocker til at eliminere ham. I serien blev Shocker anbefalet til Keglekongen af Alistair Smythe, der også designede Shockers dragt. Men på grund af den sort-kostumede Spider-Man's afbrydelse af handlingen, lykkedes det Brock at slippe væk, og Spider-Man følger efter Shocker tilbage til hans skjulested, hvor han henter Prometheum X (stjålet af Næsehornet i det forrige afsnit). Da Shocker bliver hyret igen, kidnapper han den indlagte John Jameson og forlanger at hans far, J. Jonah Jameson, kommer med både Spider-Man og Prometheum X. I et kirketårn som mødeplads, bliver John leveret uskadt, men efter Jamesonerne forlader stedet, begynder en kamp mellem Shocker og Spider-Man. Det lykkedes Spider-Man at tilegne sig Shocker's hånd, og får ødelagt hans shockvåben, og på grund af sin besiddelse af den dominerende sorte dragt, var han lige ved at lade skurken falde i døden over kanten af tårnet, før han tog kontrol over dragten. I det tredje og sidste afsnit af sagaen, bliver Shocker (sammen med Næsehornet) hyret endnu en gang for at dræbe Spider-Man. Det lykkedes næsten duoen, men før de når at give ham nådestødet, angriber Krybet, da han selv vil dræbe ham. Det vides ikke hvordan Næsehornet og Shocker kommer i fængsel, men i begge afsnit af De snedige seks, flygter Shocker og bliver medlem af De Snedige Seks, og det lykkedes ham igen at tabe kampen mod Spider-Man. I afsnittet The Awakening, bliver Shocker hyret endnu en gang af Keglekongen for at arbejde med Dr. Herbert Landon for at kidnappe en vamphyr ved navn Michael Morbius. Det lykkedes dem, men Morbius flygter til sidst med hjælp fra Spider-Man og Black Cat. Shockers sidste optræden er som medlem af Insidious i De seks glemte krigere-sagaen.
I denne serie skyder han med energikugler fra sine gauntlets frem for komprimeret luft, som anvendes i tegneserien.